# Krtina, Domžale
Krtina este o localitate din comuna Domžale, Slovenia, cu o populație de 479 de locuitori.